# Lisova Poleana, Bahmaci
Lisova Poleana (în ucraineană Лісова Поляна) este un sat în comuna Matiivka din raionul Bahmaci, regiunea Cernihiv, Ucraina.

## Demografie
Componența lingvistică a localității Lisova Poleana
     Ucraineană (100%)
Conform recensământului din 2001, toată populația localității Lisova Poleana era vorbitoare de ucraineană (100%).